# Ngeremlengui
Ngaremlengui er en af de 16 stater i Palau. Den ligger vest for hovedøen Babeldaob og har et indbyggertal på knap 350 (2020). Selvom det er den største af de 16 stater målt på areal (foran Koror), er det den tyndest befolkede. Den består af tre landsbyer, hvor hovedbyen er Imeong.